# 林光樹
林 光樹（はやし こうき、1970年〈昭和45年〉7月22日 - ）は、日本の音楽プロデューサー、実業家、元俳優。千葉県館山市出身。血液型はO型。実兄はX JAPANのYOSHIKI。身長179cm、体重58kg。妻は体操インストラクターの松野ちか。2児の父。

## 来歴・人物
田辺エージェンシーに所属し、数々のドラマや舞台で俳優として活動した。事務所を退所後は、海外在住の兄・YOSHIKIのためにYOSHIKIの個人事務所の幹部として、日本国内のマネジメントなどを行っている。
2003年8月、体操インストラクターの松野ちかと結婚した。
2022年、エクスタシーレコードの代表取締役社長に就任した。

## 主な出演作品

### テレビドラマ
- ダブルキッチン（1993年） - 三枝正樹 役
- 誰にも言えない（1993年）
- ハッピーマニア（1998年） - 床島幸男 役
- ニュースの女（1998年）
- 殴る女（1998年）
- やまとなでしこ（2000年）
- こんな恋のはなし
- 神様、もう少しだけ
- 六本木キャバクラ天使
- 恋の奇跡
- OUT〜妻たちの犯罪〜
- 世にも奇妙な物語〜春の特別編〜
- 世にも奇妙な物語〜SMAPの特別編〜
- 天使が消えた街

### 舞台
- フォーティンブラス